# Simambal
Simambal is een bestuurslaag in het regentschap Padang Lawas Utara van de provincie Noord-Sumatra, Indonesië. Simambal telt 64 inwoners (volkstelling 2010).